# Porto de Marsamxett

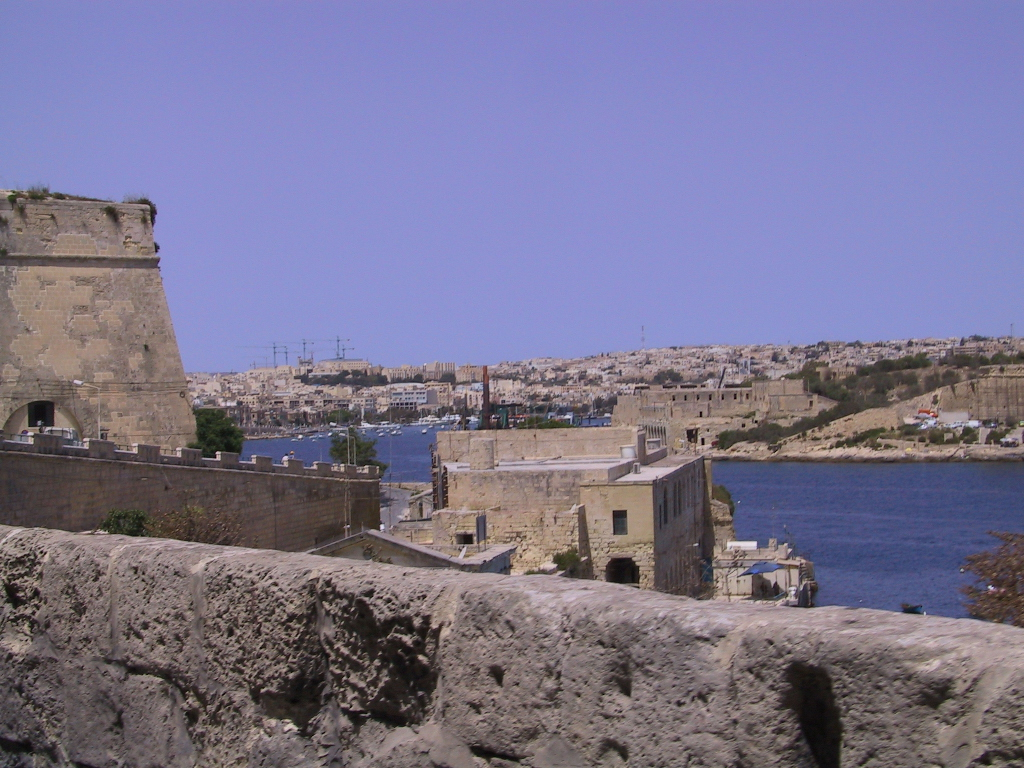
Porto de Marsamxett.

O porto de Marsamxett, em inglês: Port of Marsamxett ou Marsamxett Harbour, e em maltês: Il-Port ta' Marsamxett, historicamente também conhecido como Marsamuscetto, é um porto natural na ilha de Malta. O porto é geralmente mais dedicado ao uso de lazer.

## Descrição
A foz do porto está voltada para nordeste e é limitada ao norte por Dragut Point e Tigné Point. Sua costa noroeste é composta pelas cidades de Sliema, Gżira e Ta 'Xbiex. O porto então se estende para o interior até Pietà e Msida. Ao largo de Gżira fica a Ilha Manoel, agora conectada ao continente por uma ponte. A costa sudeste do porto é formada pela península de Sciberras, que é amplamente coberta pela cidade de Floriana e pela cidade de Valletta. Em sua ponta encontra-se o Forte de Santo Elmo, do século XVI.
Ao longo de seu parceiro, o Grand Harbour, Marsamxett fica no centro de um terreno suavemente ascendente. O desenvolvimento cresceu ao redor dos portos gêmeos e subiu as encostas, de modo que toda a bacia é efetivamente uma grande conurbação. Grande parte da população de Malta vive em um raio de três quilômetros de Floriana. Esta é agora uma das áreas mais densamente povoadas da Europa. Os portos e as áreas circundantes constituem os distritos dos portos do norte e do sul de Malta. Juntos, esses distritos contêm 27 dos 68 conselhos locais. Têm uma população de 213 722 habitantes, que constituem mais de 47% da população total das ilhas maltesas.

## Galeria

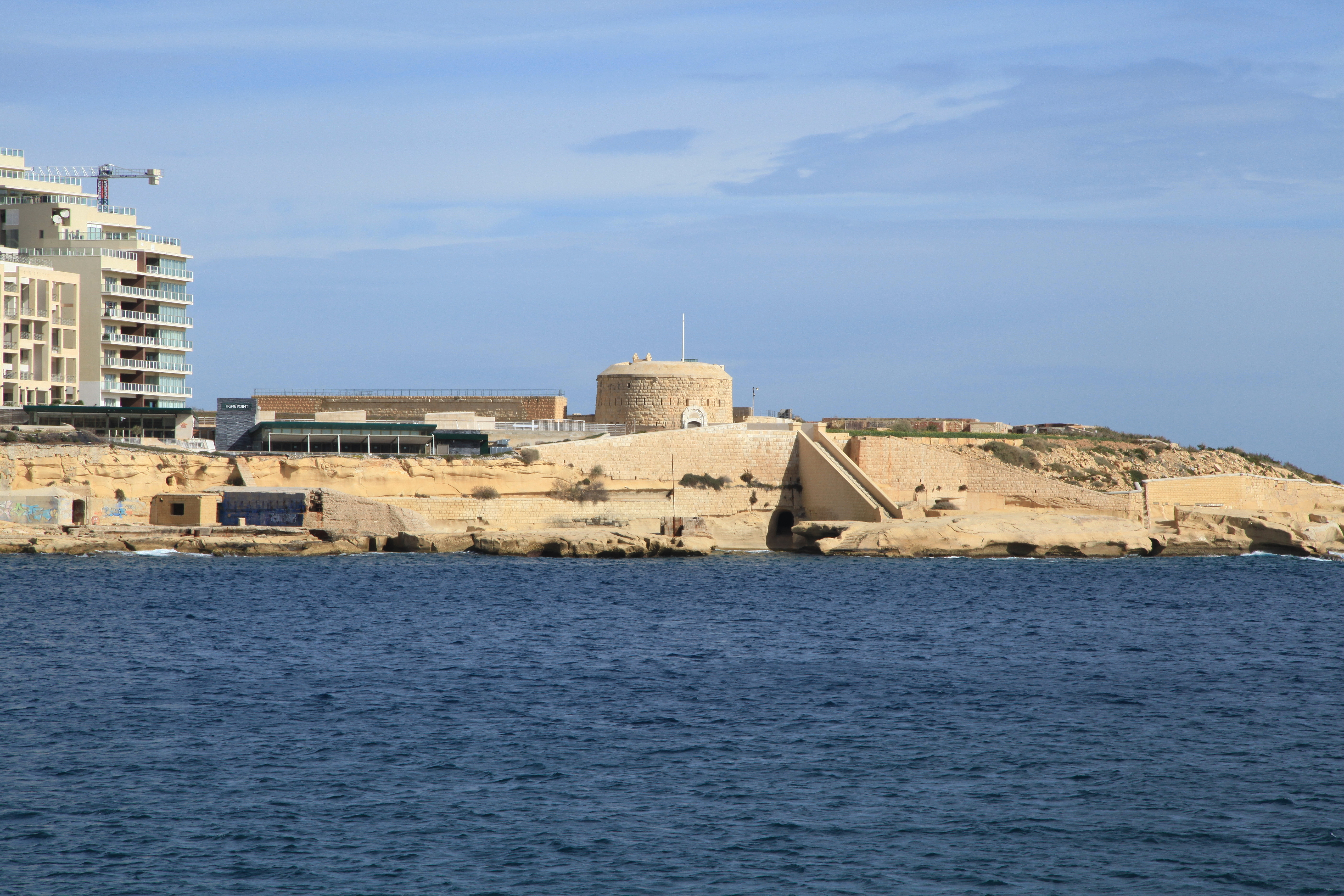
Fort Tigné Sliema
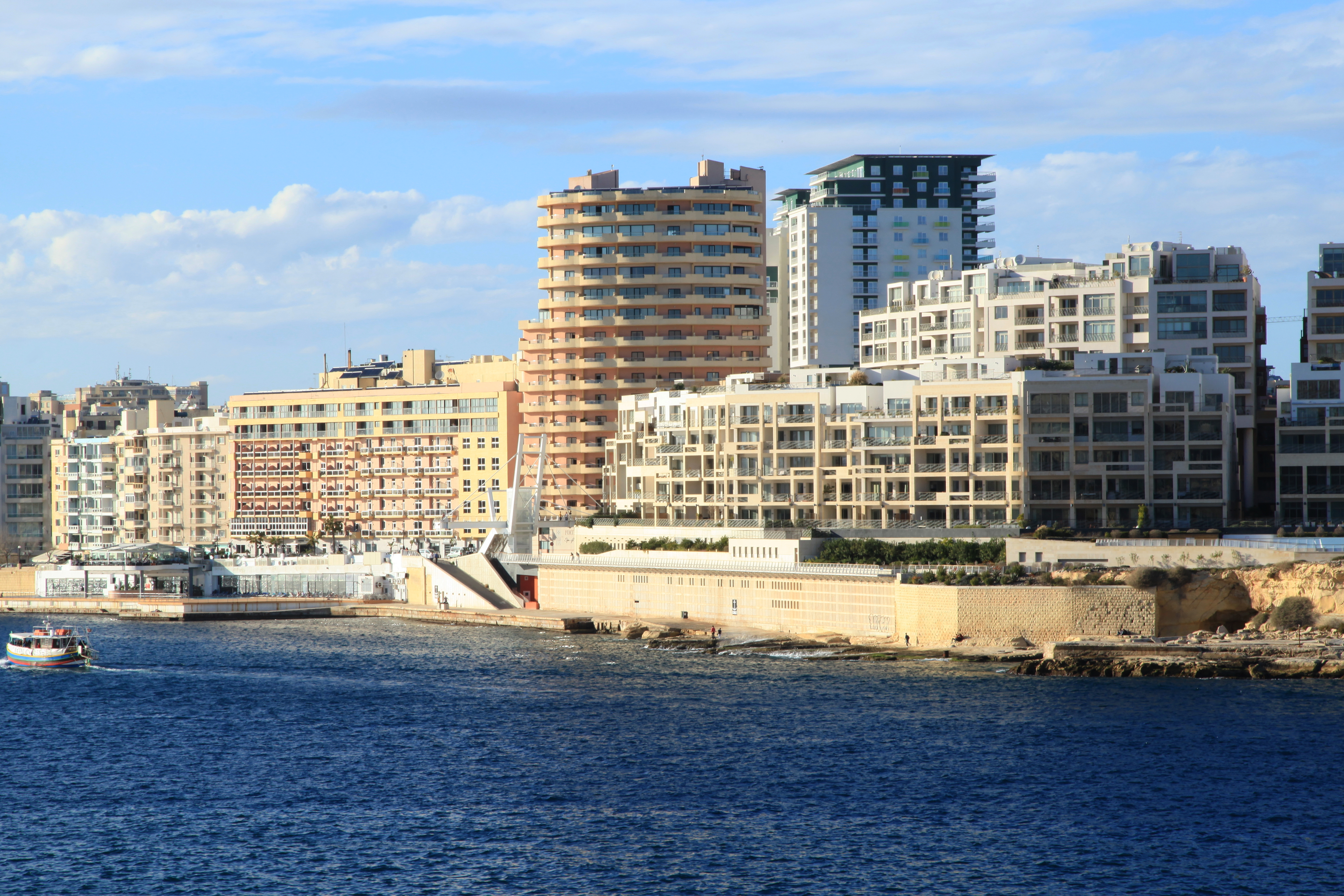
Tigné Point Sliema
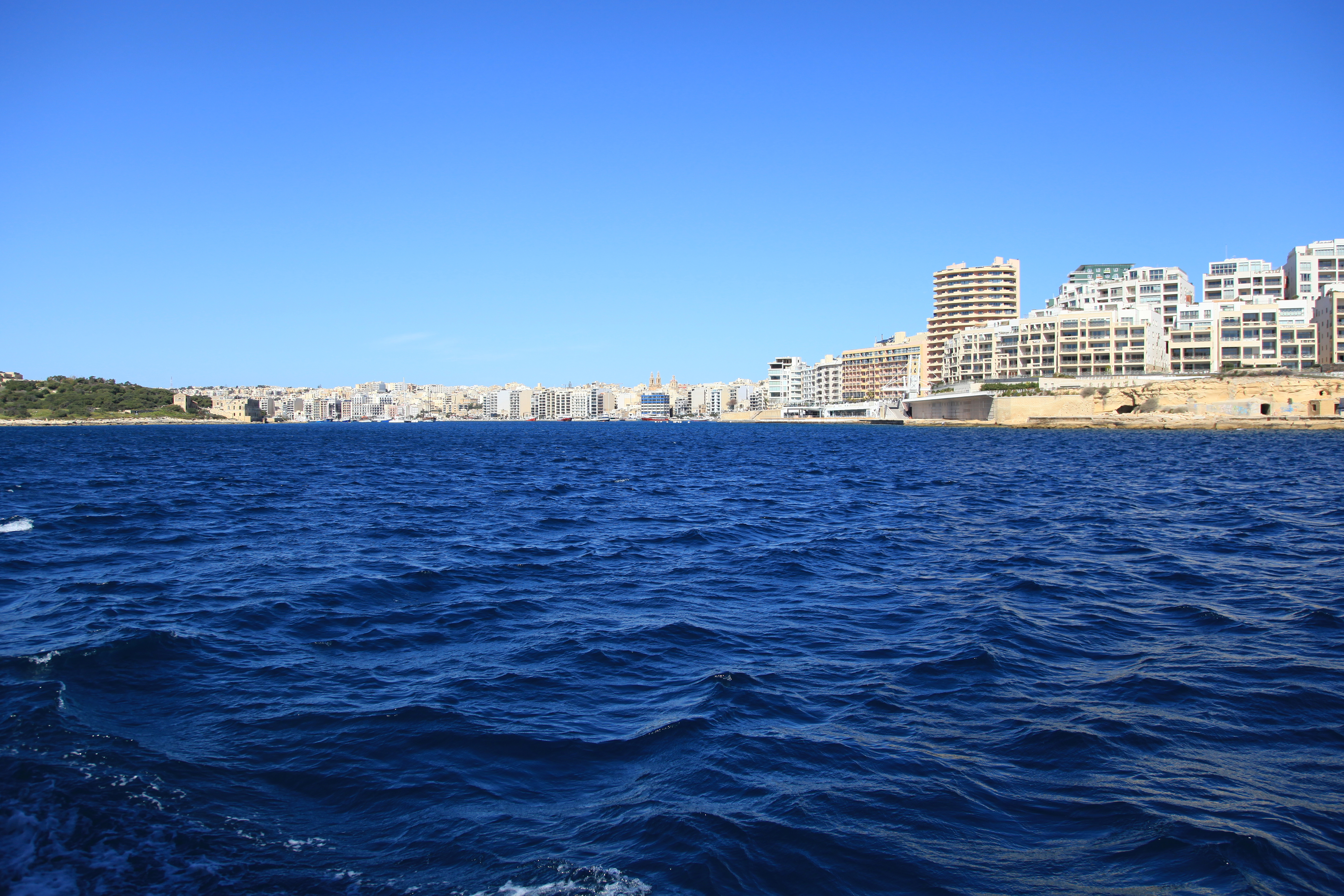
Sliema Creek Sliema
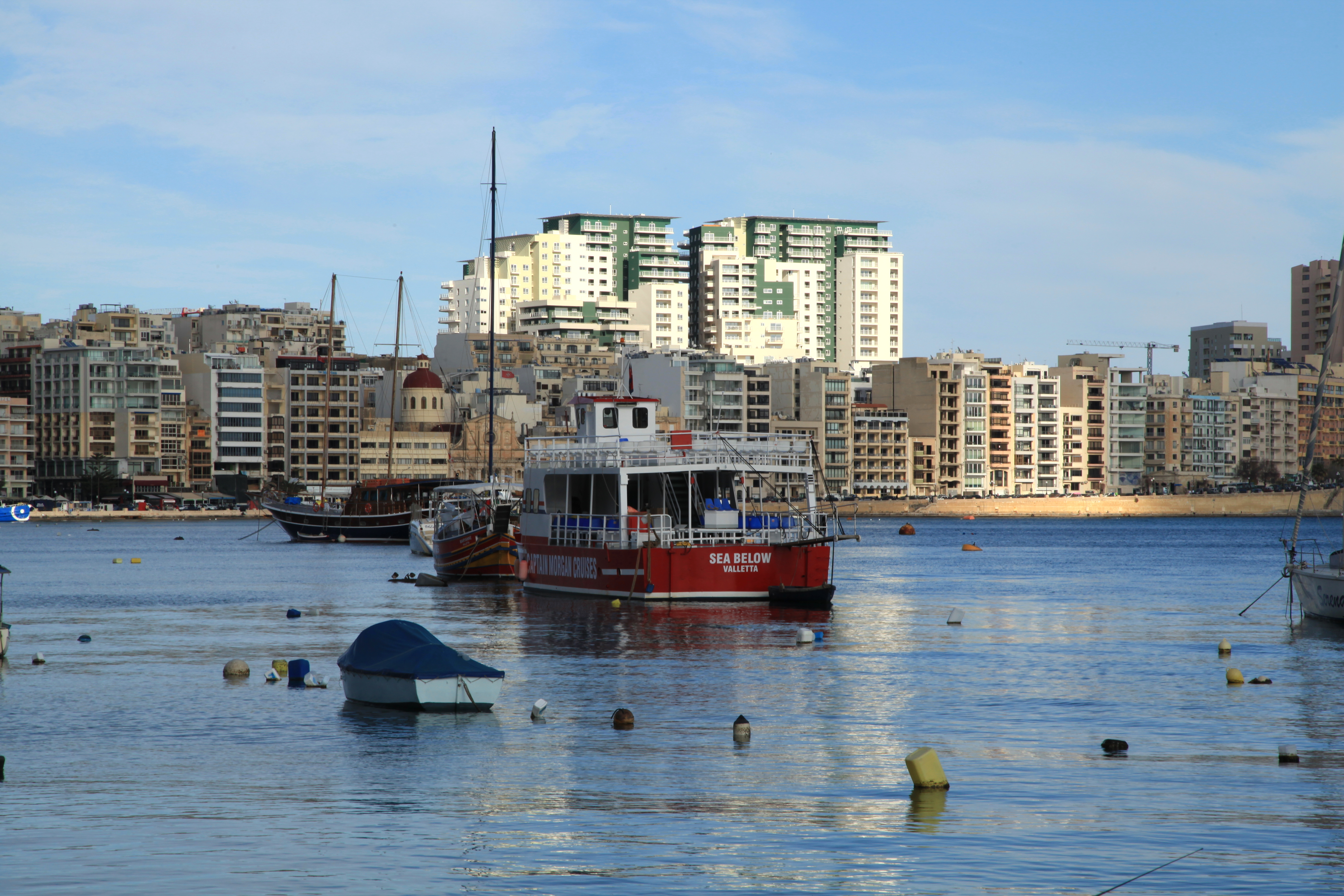
Sliema Harbour Sliema
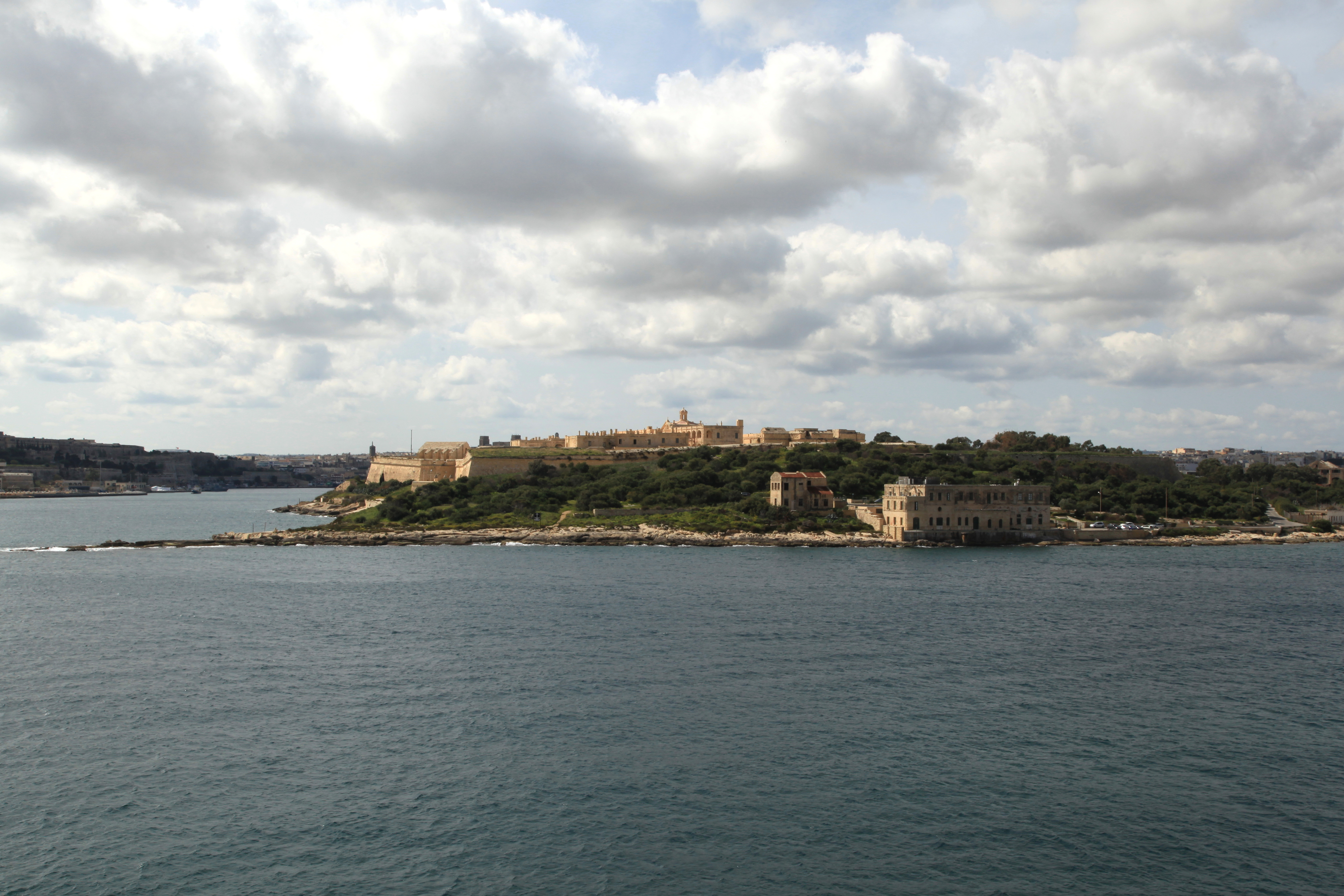
Manoel Island Gżira
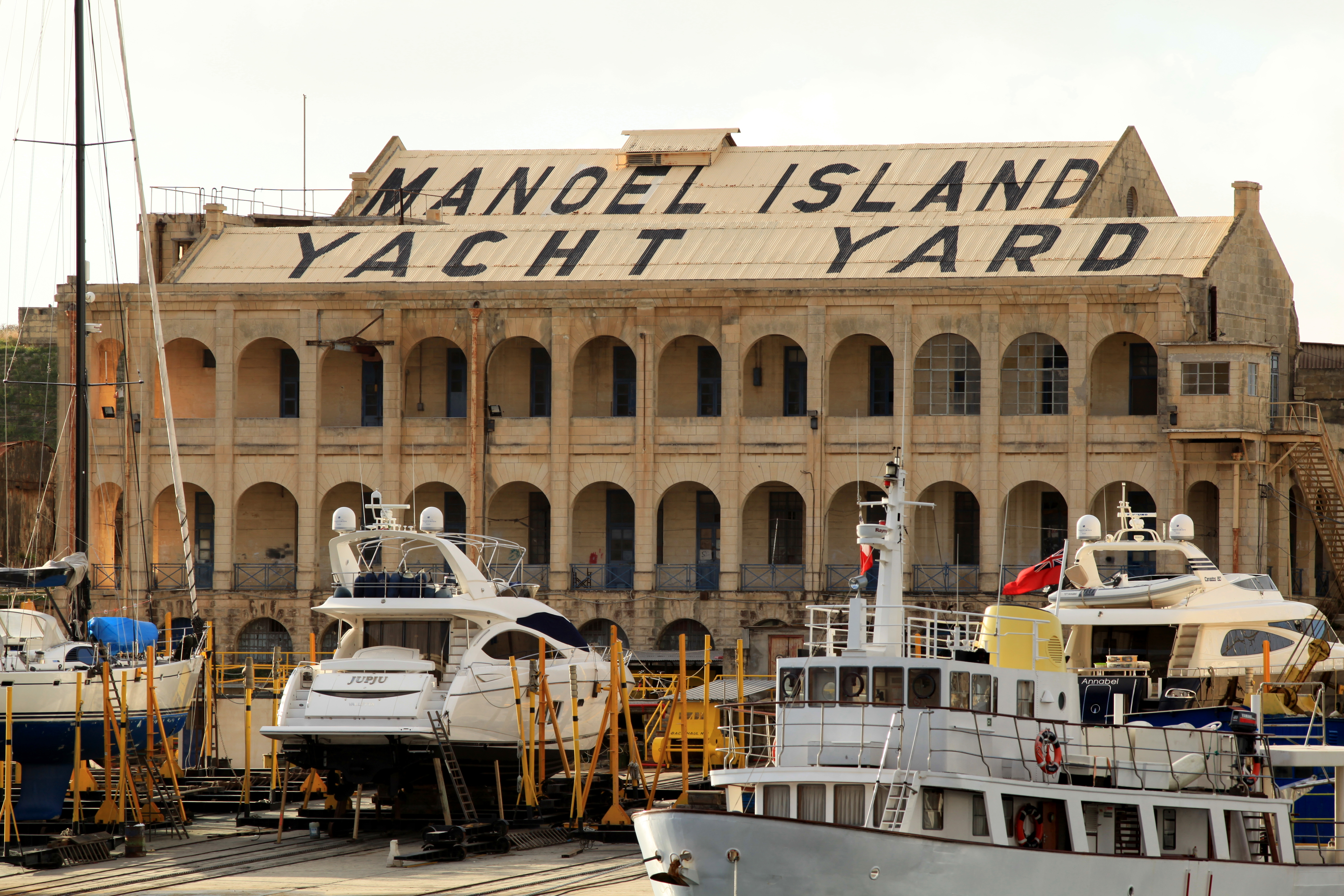
Manoel Island Yacht Yard Gżira
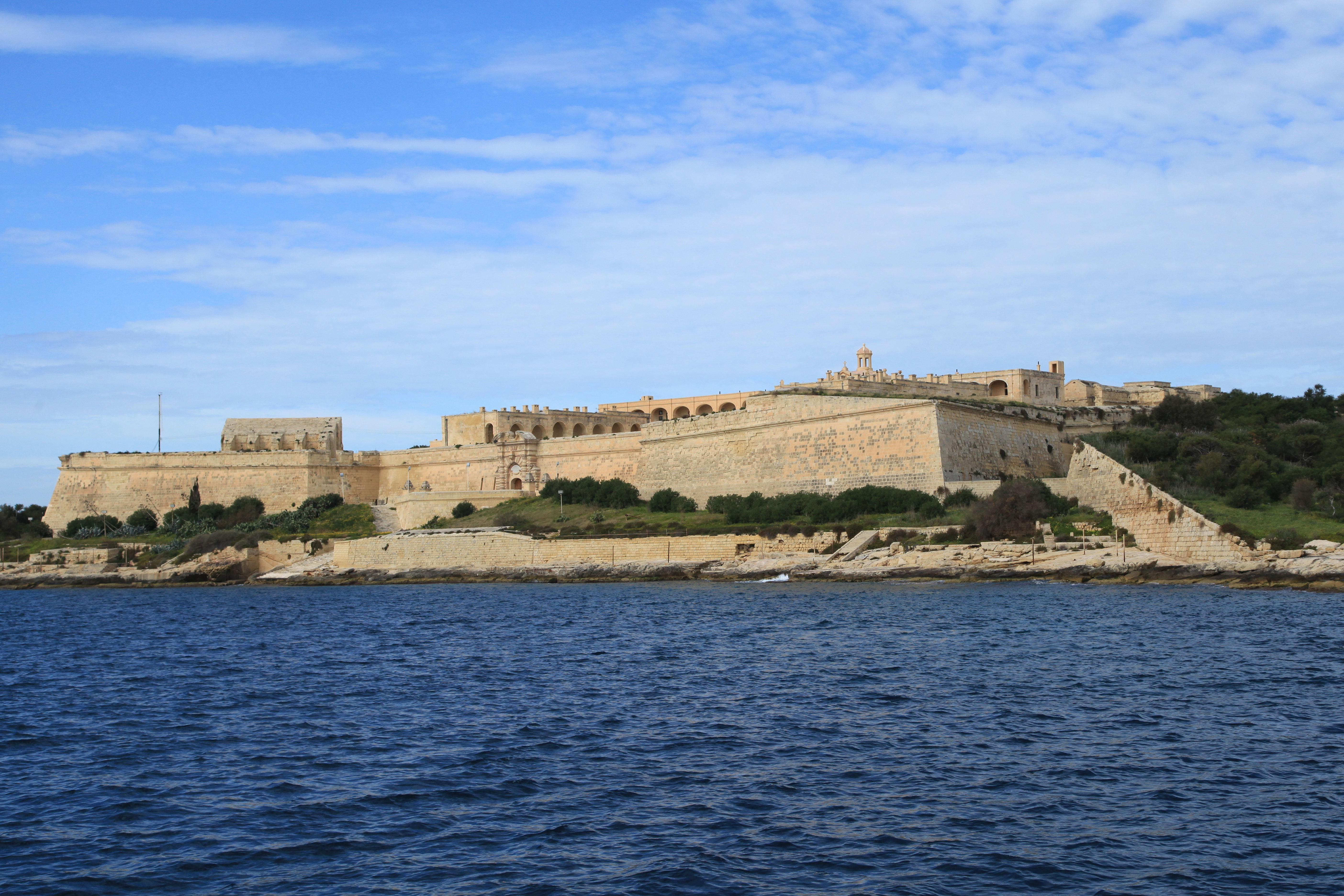
Fort Manoel Gżira
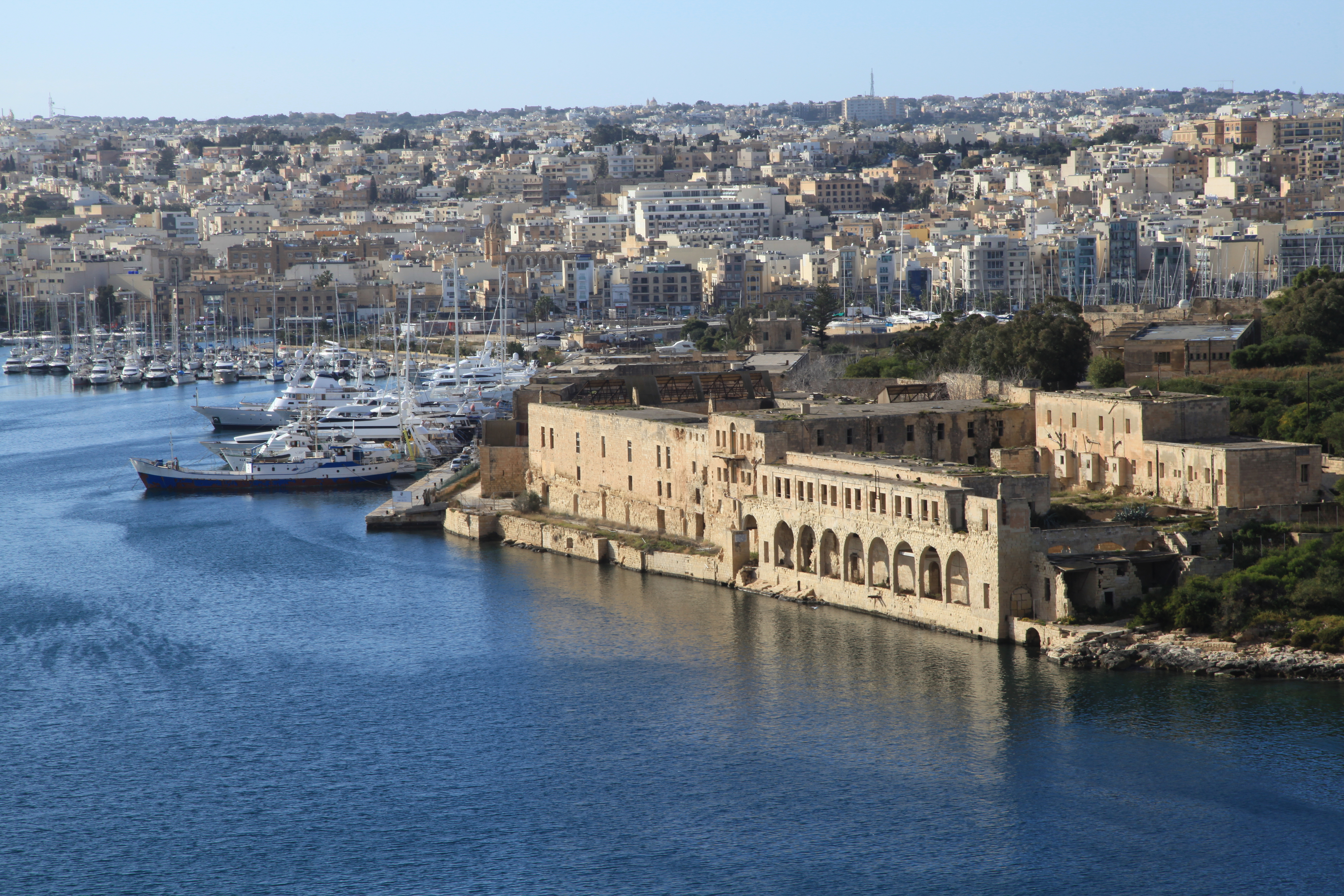
Lazzaretto Gżira
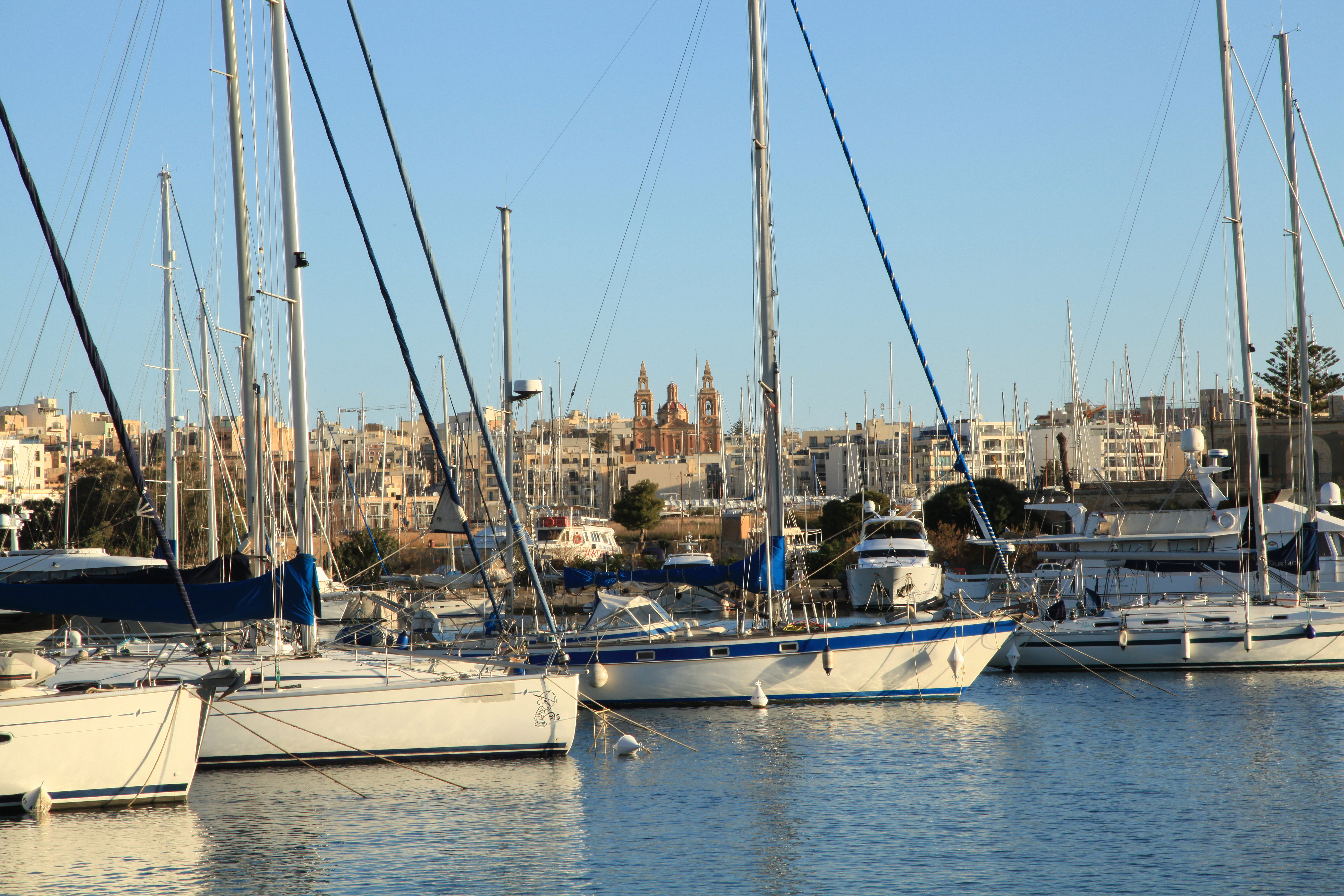
Manoel Island Yacht Marina Gżira
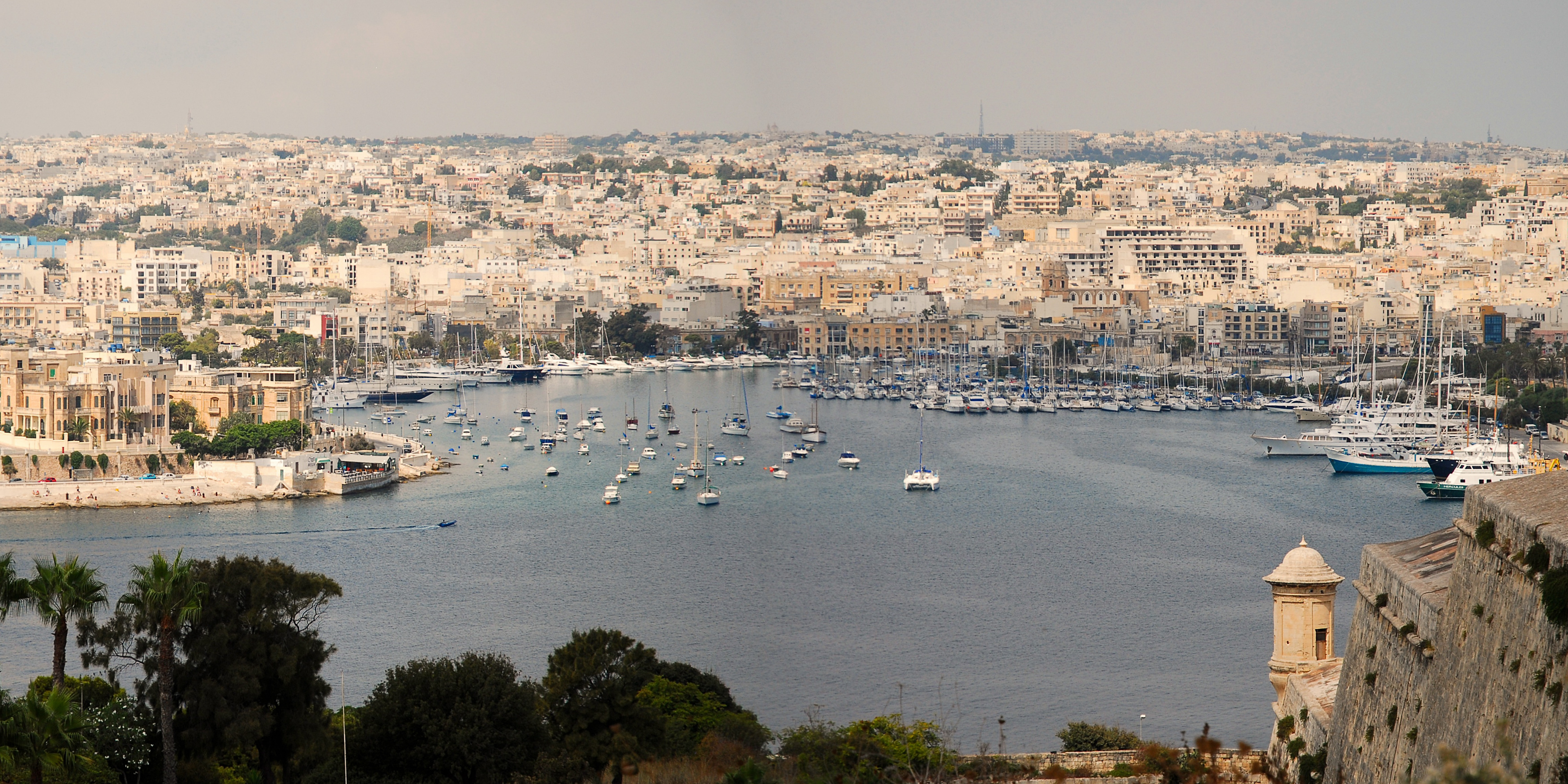
Lazzaretto Creek Gżira and Ta' Xbiex
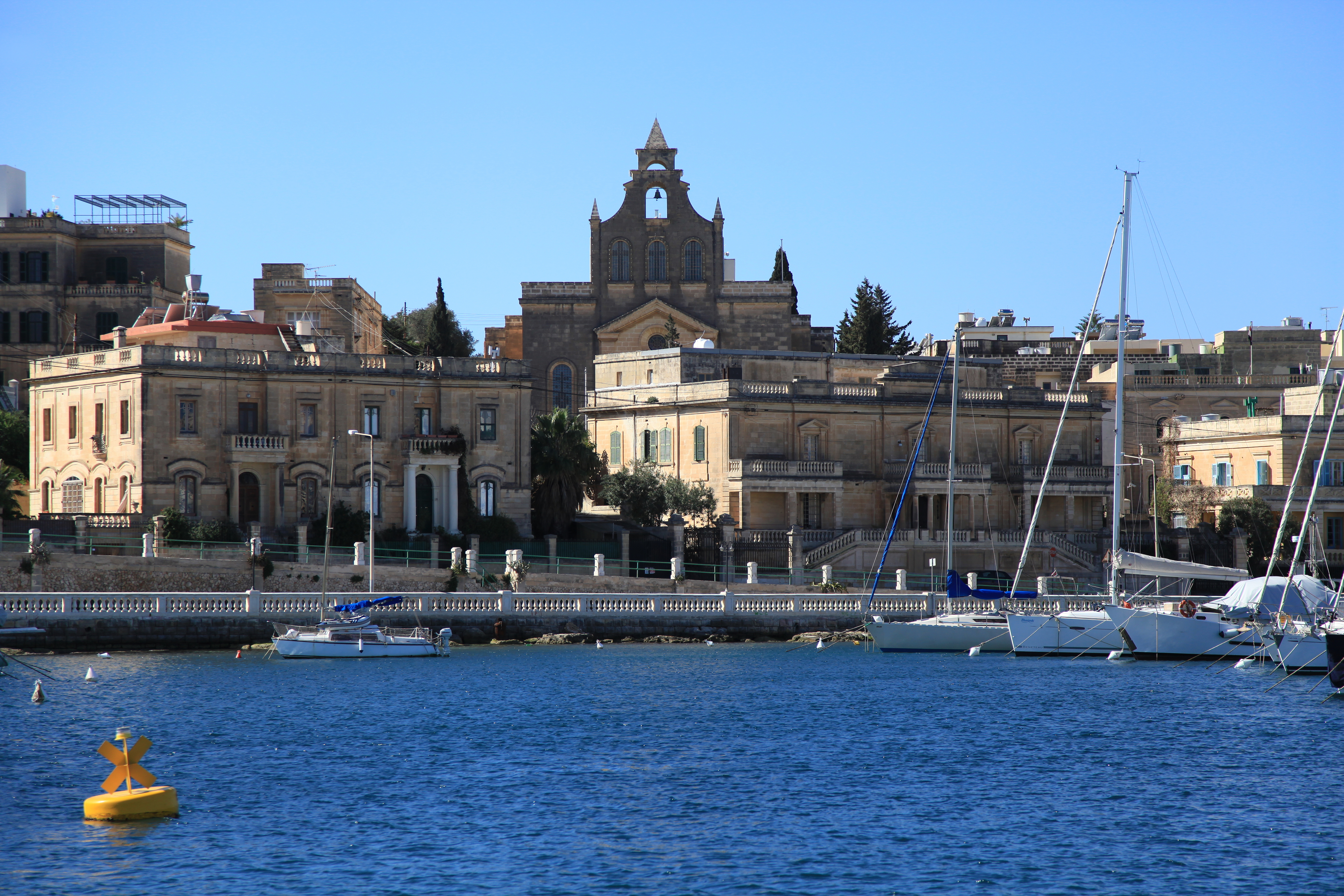
Ta' Xbiex
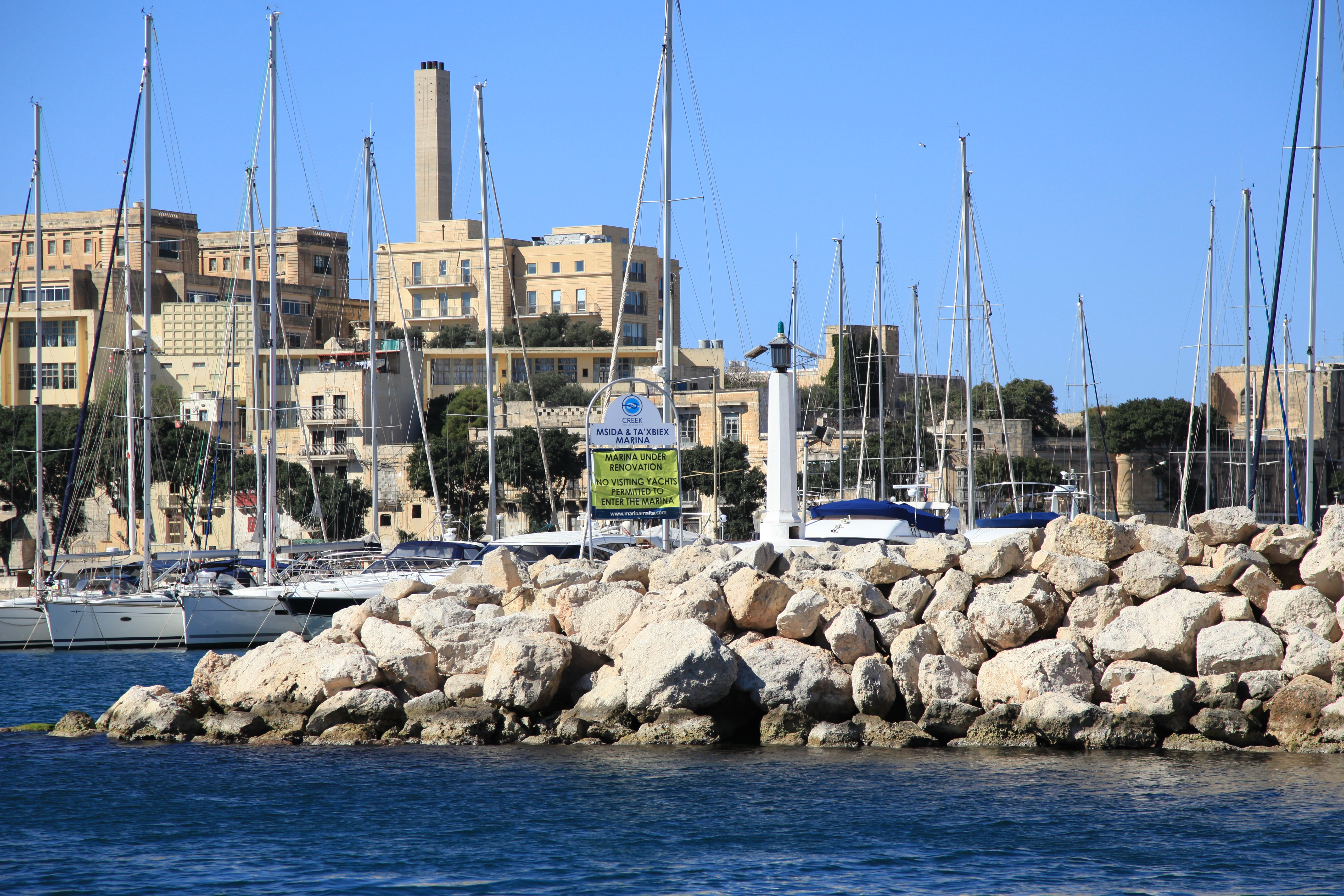
Ta' Xbiex Breakwater Ta' Xbiex
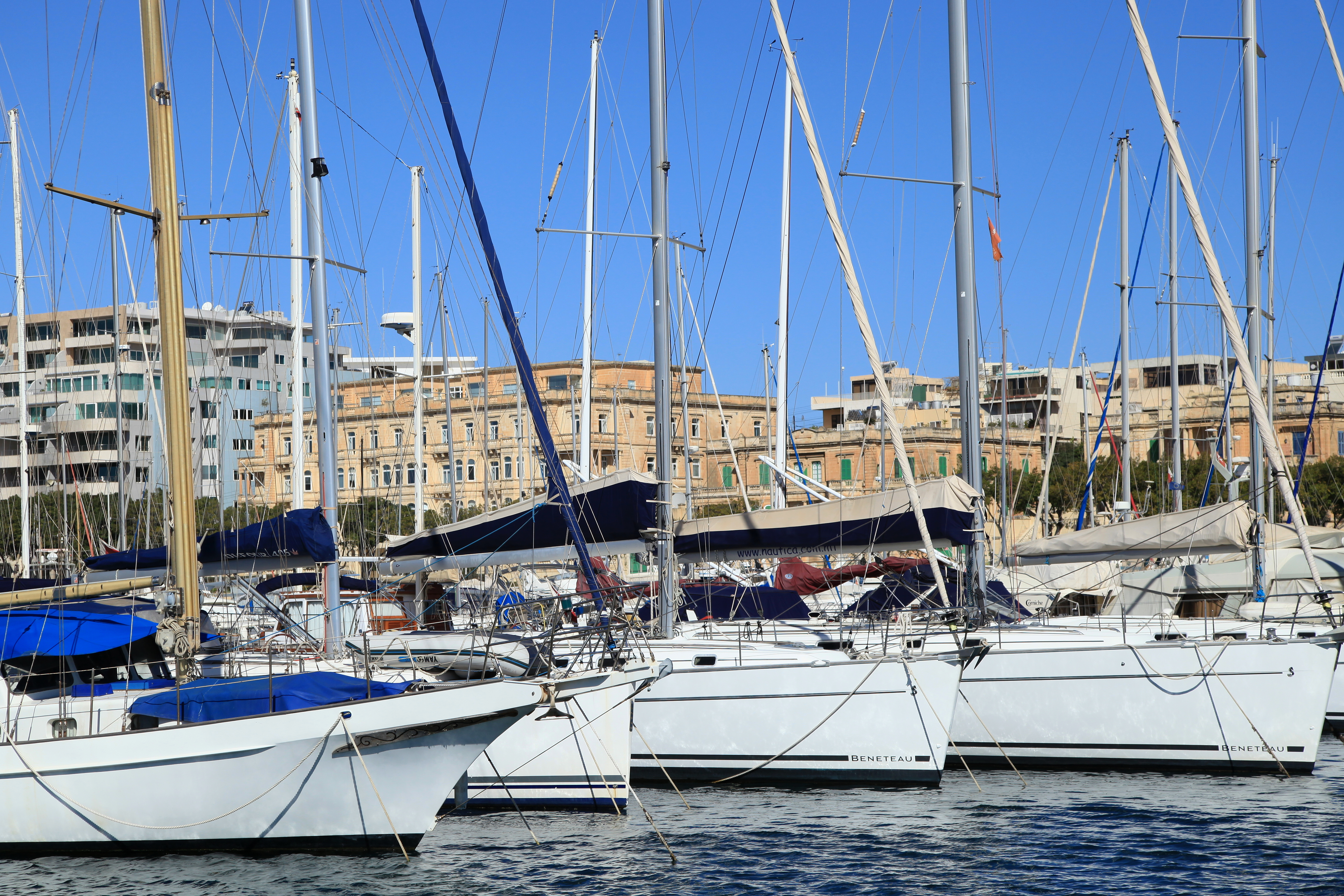
Msida Marina Ta' Xbiex and Msida
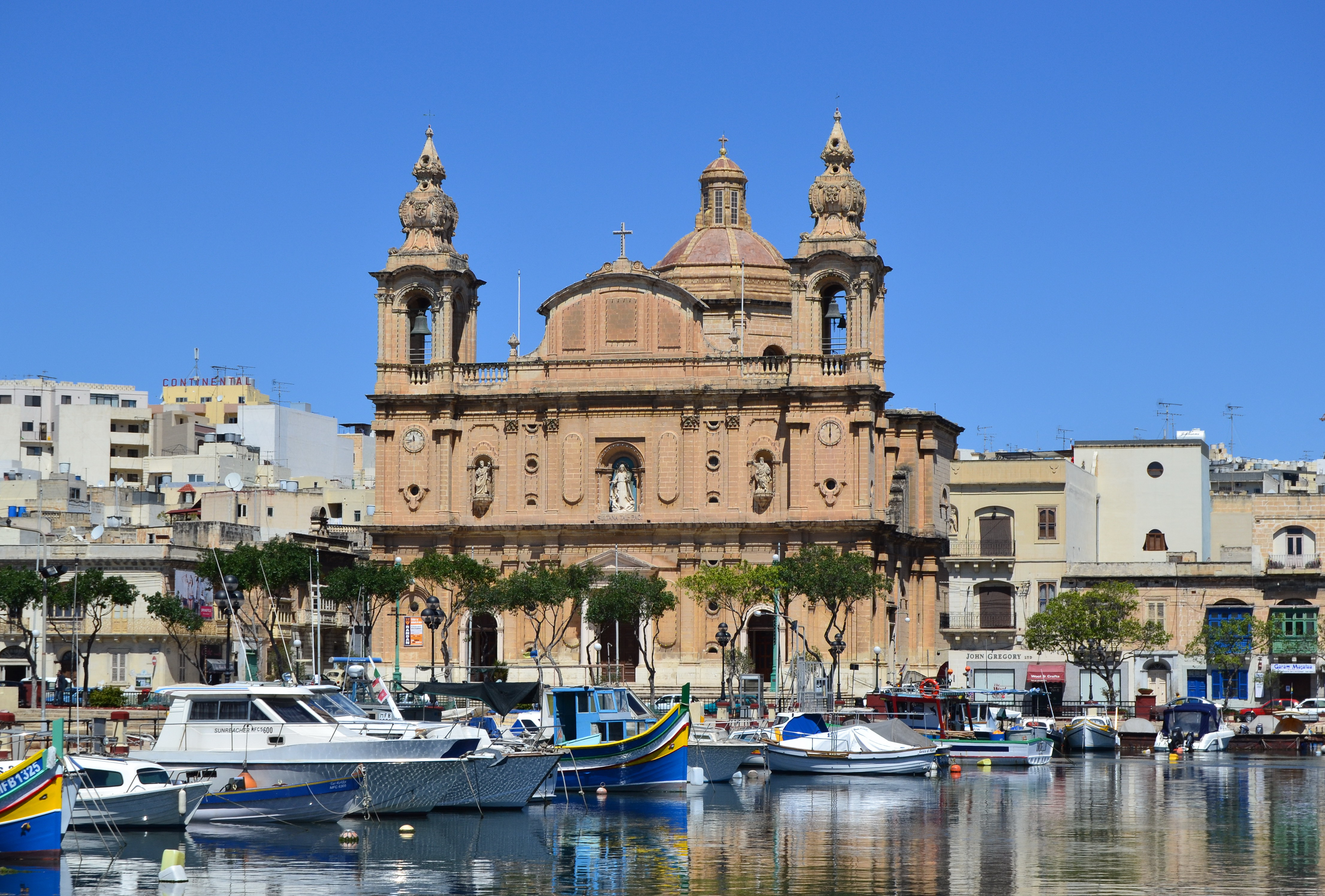
Msida
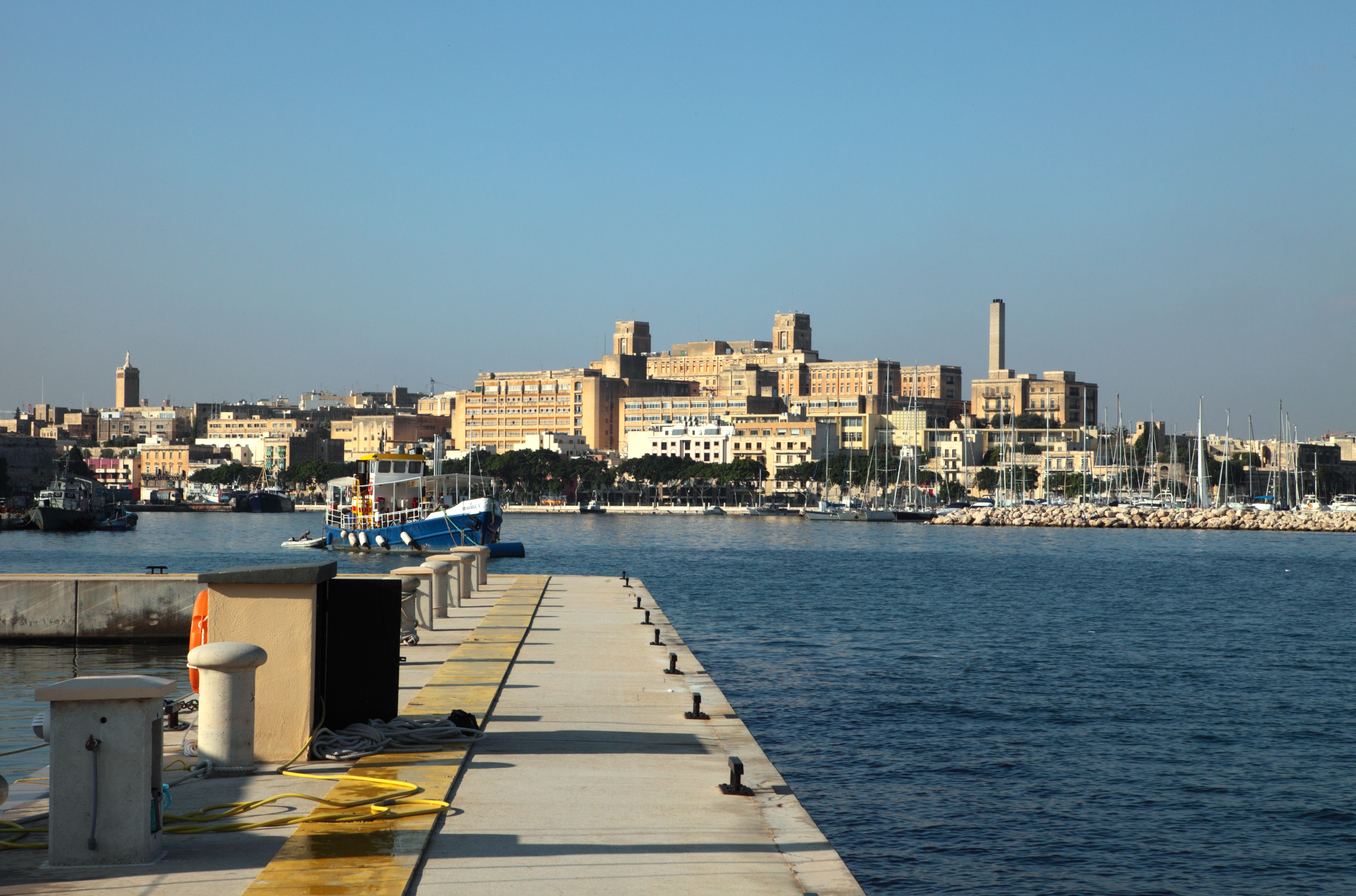
Saint Luke's Hospital Pietà
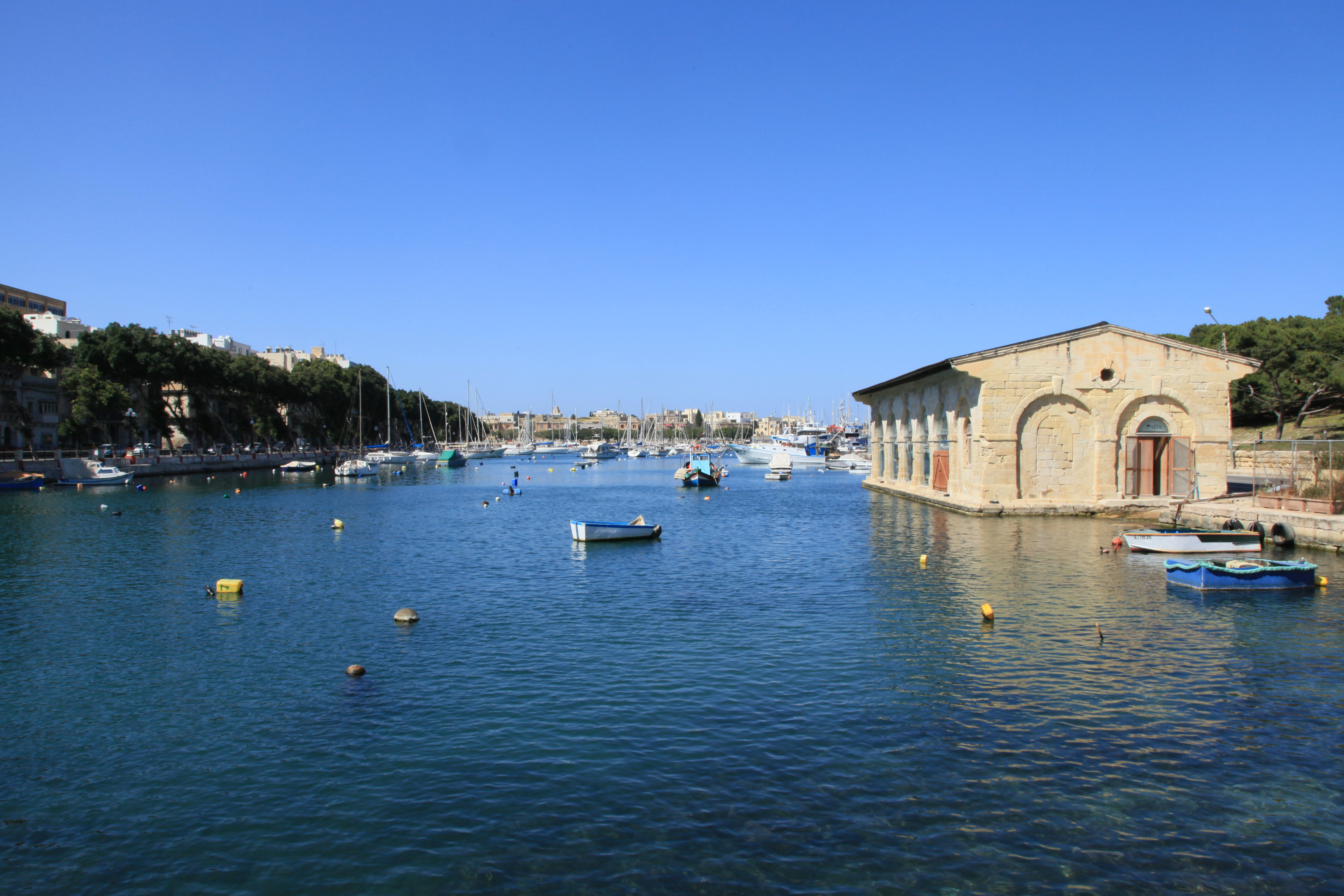
Pietà Creek Pietà
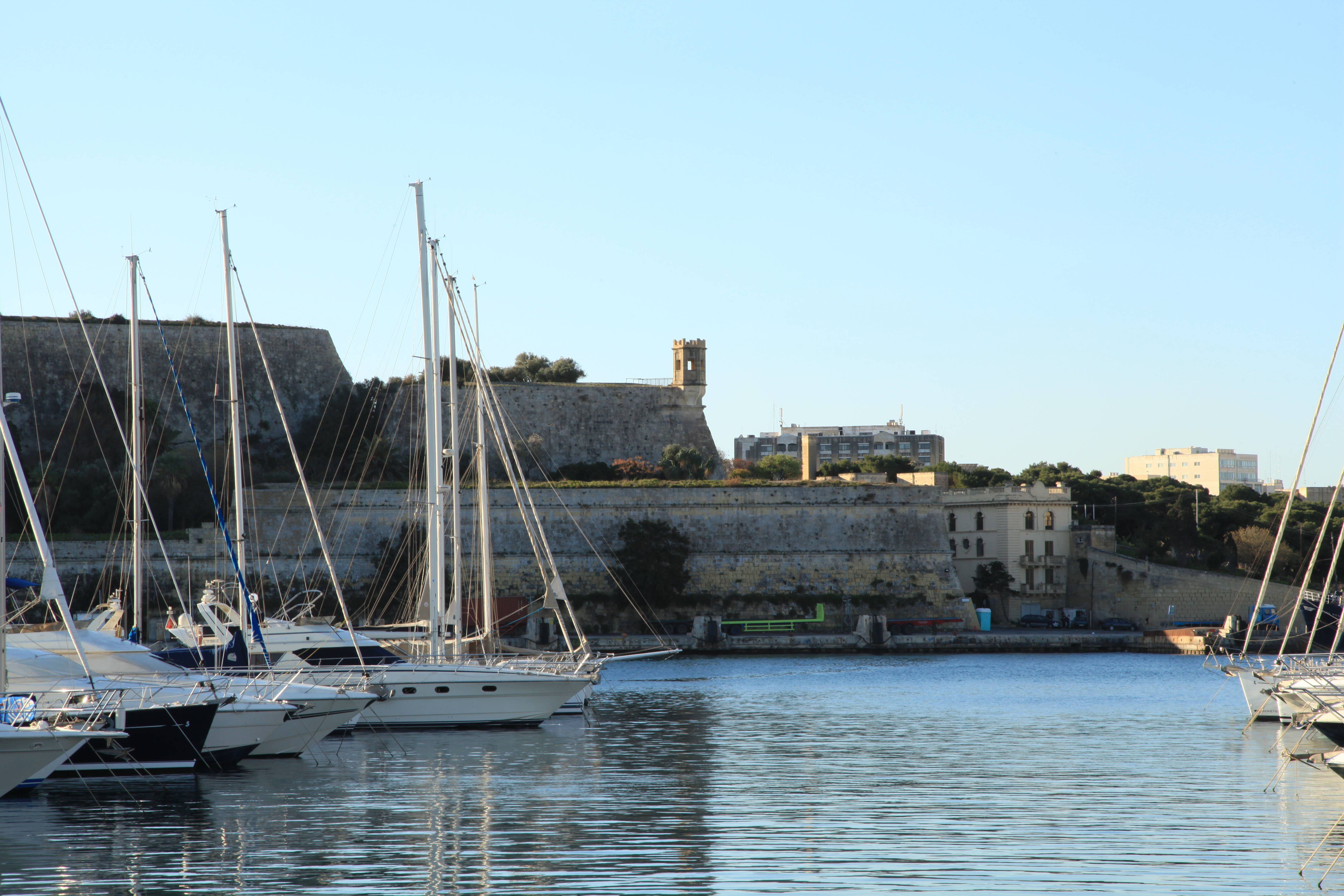
Floriana Lines Floriana
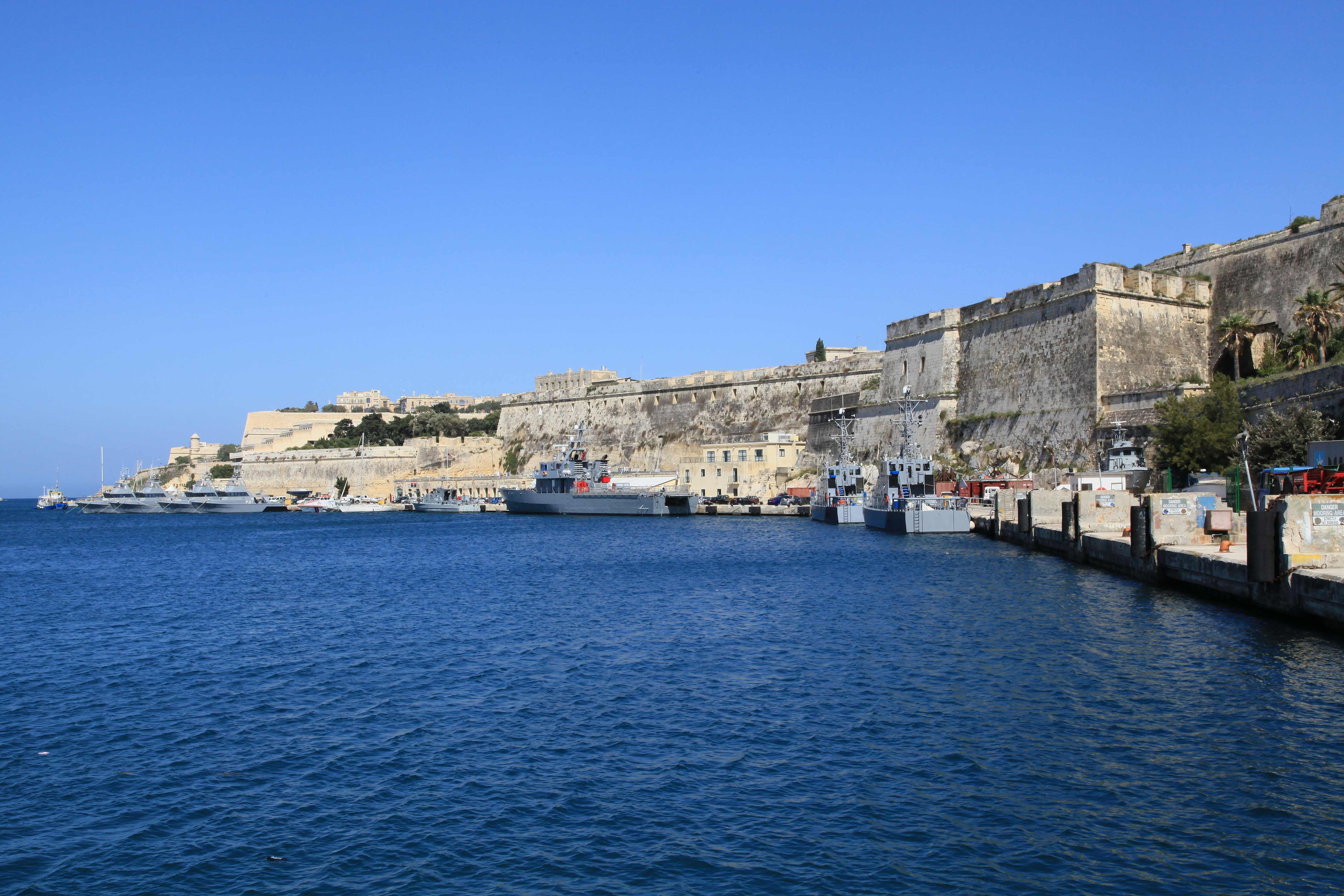
Hay Wharf Floriana
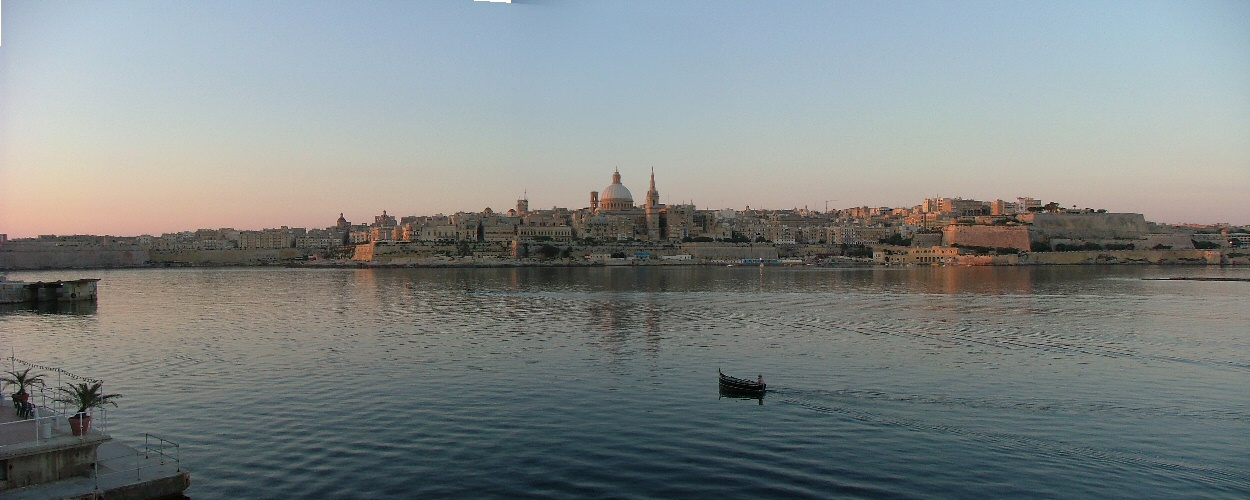
Valletta
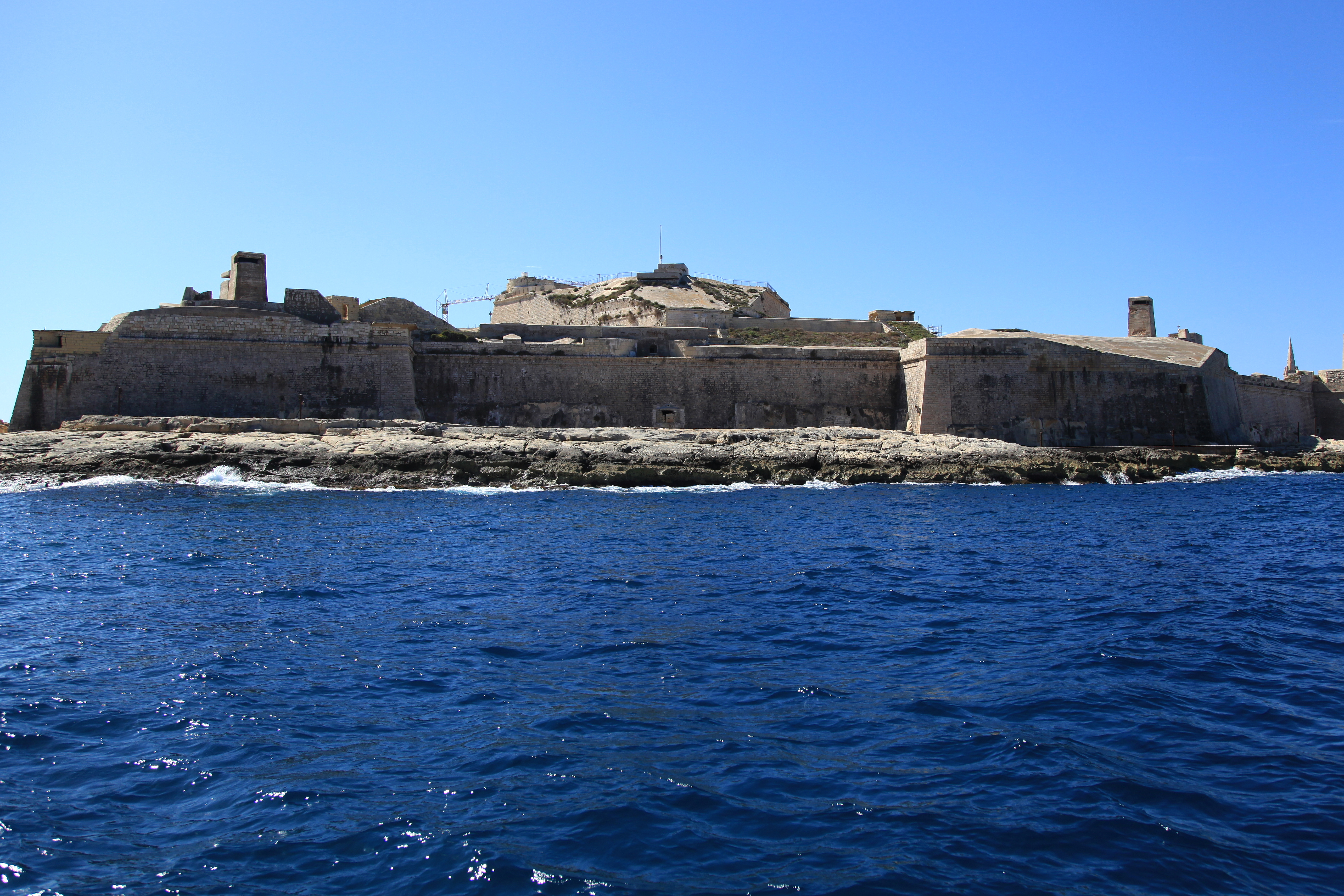
Fort Saint Elmo Valletta